# Atari XG-1

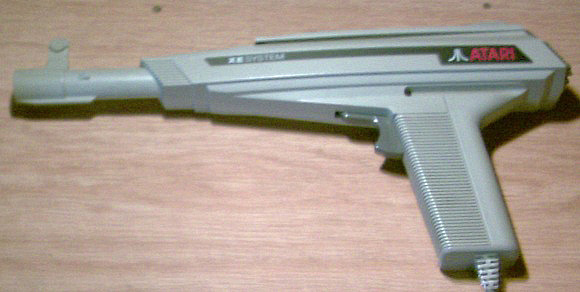
The Atari XG-1 Light Gun.

La Atari XG-1 es la pistola de luz que viene de serie con el Atari XEGS. Lanzado en 1987, el XEGS (abreviatura de "XE Game System"), era básicamente un ordenador doméstico Atari 65XE en una carcasa para que pareciera una videoconsola. La pistola se incluyó para competir con la Nintendo Entertainment System. El XEGS incluye un juego para la pistola, llamado Bug Hunt. La XG-1 es compatible con las videoconsolas Atari 7800 y Atari 2600, pues se desarrolló inicialmente como prototipo para la 7800. Atari lazó cuatro juegos para la 7800 que usaban al pistola : Alien Brigade, Barnyard Blaster, Crossbow, y Meltdown.
La XG-1 es simplemente un lápiz óptico especializado. El soporte de lápiz óptico va incluido en los primeros ordenadores Atari, pero nunca fue realmente utilizado. De hecho, todos los juegos para pistola de luz puede jugarse con un lápiz óptico y viceversa. Muchos usuarios se quejaron de la falta de precisión del dispositivo, sobre todo comparado con la Nintendo Zapper. Algunos usuarios preferían recablear la Sega Light Phaser.

## Precisión
El Atari 400/800 Hardware Technical Reference recomienda un "procedimiento de calibración" cada vez que se utilice la pistola, para que el software pueda compensar desviaciones. Un procedimiento de calibración mejora el rendimiento de la pistola de luz. Pero los juegos Bug Hunt y Barnyard Blaster para el XEGS tienen "hard-coded" los valores, diferentes en cada juego. Mientras que Bug Hunt parece desviarse ligeramente a la izquierda, Barnyard Blaster parece disparar ligeramente a la derecha. La lectura del eje Y parece ser más predecible, igual que la mitad del número de la scan line visualizada en ese momento. 
La pistola no devuelve lecturas fiables si la intensidad de la pantalla es muy baja. Por ello las pantallas de los juegos para al pistola de Aatri deben de tener más brillo del normal. La pantalla del juego destella cuando se pulsa el gatillo de la pistola en Bug Hunt o Barnyard Blaster. Mientras que la pantalla está toda blanca, el software lee al posición de la pistola y establece la posición de la mayoría de los valores exactos.

## Juegos diseñados para la XG-1
- Alien Brigade (7800)
- Bug Hunt (XEGS)
- Barnyard Blaster (7800/XEGS)
- Crossbow (7800/XEGS)
- Crime Buster (XEGS)
- Meltdown (7800)
- Operation Blood disk (XEGS)
- Operation Blood II - Special Forces (XEGS)
- Gangsterville (XEGS)
- Sentinel (2600/7800)
- Shooting Gallery (2600, inédito)